# Kawanishi H6K
Kawanishi H6K (oznaczenie amerykańskie – Mavis lub Tillie) – japońska łódź latająca patrolowa, pasażerska i transportowa dalekiego zasięgu z okresu II wojny światowej.

## Historia
W 1934 roku dowództwo lotnictwa japońskiej marynarki wojennej ogłosiły wymagania 9-shi na projekt latającej łodzi patrolowej. Na podstawie tych wymagań w wytwórni Kawanishi opracowano projekt, który wzorowano m.in. na amerykańskiej łodzi latającej Sikorsky S-42. 
Projekt oznaczony jako Model S został pozytywnie zaopiniowany i w 1936 roku przystąpiono do budowy 4 prototypów. Przy czym w prototypach zastosowano dwa różne silniki: Nakajima Hikari o mocy 837 KM (620 kW) i Mitsubishi Kinsei 43 o mocy 1000 KM (740 kW). Po przeprowadzeniu badań ostatecznie do dalszej produkcji przyjęto prototypy wyposażone w silniki Mitsubishi Kinsei 43, które wprowadzono do służby pod oznaczeniem H6K1. 
Na podstawie wersji H6K1 rozpoczęto produkcję serii przedprodukcyjnej oznaczoną jako H6K2 w liczbie 10 sztuk. W tym czasie opracowano także wersje cywilną tego samolotu oznaczoną jako H6K2-L, która zabierała na pokład 16 pasażerów i została zbudowana w liczbie 16 sztuk. Potem jeszcze wersję sztabową H6K3 dla przewozu VIP-ów, która została zbudowana w liczbie 2 sztuk.
Na podstawie doświadczeń ostatecznie rozpoczęto produkcję seryjną łodzi latającej oznaczonej H6K4 w której zastąpiono grzbietową wieżyczkę dwoma bocznymi stanowiskami karabinów maszynowych z oszkleniem kropelkowym i jednym stanowiskiem otwartym. W tylnej części kadłuba umieszczono ręcznie uruchamianą wieżyczkę z działkiem kal. 20 mm. Zbudowano 127 samolotów tej wersji i były to w początkowym okresie II wojny światowej podstawowa latająca łódź patrolowa japońskiej marynarki wojennej. Zbudowano także w liczbie 20 sztuk wersję transportową H6K4-l.
W 1942 roku przystąpiono do produkcji kolejnej wersji samolotu oznaczonej jako H6K5 wyposażonej w silniki Mitsubishi Kinsei 53 o mocy 1300 KM (960 kW). W tej wersji samolot miał opancerzoną kabinę.
Wersja H6K5 została zbudowana w liczbie 36 sztuk. Wkrótce jednak zaniechano jej produkcji w związku z opracowaniem nowej łodzi latającej Kawanishi H8K.
Łącznie wyprodukowano 215 łodzi latających Kawanishi H6K wszystkich wersji. 

### Użycie w lotnictwie
Łódź latająca Kawanishi H6K była podstawową łodzią latającą lotnictwa japońskiej marynarki wojennej w początkowym okresie II wojny światowej. 
Działały one na południowo-zachodnim Pacyfiku jako łodzie patrolowe i bombowe. Wykonywały one rajdy w rejon Rabaulu i Holenderskich Indii Wschodnich.
Po II wojnie światowej samoloty te były używane przez lotnictwo Indonezji.

## Opis konstrukcji
Łódź latająca Kawanishi H6K była czterosilnikowym, zastrzałowym górnopłatem o konstrukcji całkowicie metalowej. 
Kadłub łodziowy o dwuredanowym podłodziu, z klasycznymi pływakami wspornikowymi. Trójdzielny płat składał się z prostokątnej części środkowej, wspartej nad kadłubem i podpartej układem równoległych zastrzałów oraz z trapezowej części skrajnej z zaokrąglonymi końcówkami. Część środkowa płata wyposażona była w klapy a skrajna w lotki. Kadłub miał konstrukcję półskorupową, w tylnej części podniesiony dla oddalenia usterzenia od wody. 
Załoga rozmieszczona była w osłoniętej kabinie pilotów i w kilku stanowiskach strzeleckich. 
Napęd samolotu stanowiły cztery silniki gwiazdowe zabudowane przed krawędzią centralnej części płata.
Uzbrojenie obronne składało się z kilku karabinów maszynowych kal. 7,7 mm w stanowiskach: dziobowym, grzbietowym i rufowym. Mógł również zabierać ładunek do 1600 kg w tym 2 bomby lub 2 torpedy po 800 kg, które podwieszano pod głównymi zastrzałami, które były wzmocnione dodatkowymi rozpórkami. 